# Hold On (пісня Young Buck)
«Hold On» — восьма пісня з другого студійного альбому американська репера Young Buck Buck the World, виданого 27 березня 2007 р.

## Відеокліп
На трек існує відеокліп. Є дисом на Cam'ron, лідера Dipset. Слова у відео й біт трохи відрізнялися від альбомної версії. Кліп зняли в будинку 50 Cent у Каліфорнії. Пісня на платівці не містить прямих згадок Cam'ron чи людей з його оточення.
В інтерв'ю для травневого випуску журналу XXL Young Buck заявив, що ідея дису належала Фіфті; він також є єдиним, хто згадує члена Dipset наприкінці кліпу. Альтернативна версія має лише альбомне аудіо й дещо інший відеоряд.